# HMS Devonshire (D02)
Lo HMS Devonshire (Pennant number D02), ottava nave da guerra a portare questo nome, è stato un cacciatorpediniere classe County della Royal Navy. È famoso per essere stata la prima unità della marina britannica ad aver lanciato un missile. Prende il nome dalla contea inglese del Devon.

## Storia

### Costruzione
La nave venne costruita da nel cantiere Cammell Laird a Birkenhead. I lavori iniziarono il 9 marzo 1959 e venne varata il 10 giugno 1960, madrina del varo fu la principessa Alexandra. Nel maggio 1962, durante una prova nel Mediterraneo, lanciò con successo il missile Sea Slug. L'unità venne consegnata alla marina il 15 novembre 1962.

### Servizio
Nel dicembre 1962 compì un'attraversata atlantica verso gli Stati Uniti, per poi tornare alla base di Portsmouth poco prima della fine dell'anno. Tra gli anni '60 e '70 compì numerosi pattugliamenti nel Golfo Persico e nel Mar dei Caraibi, ma non fu impiegata in alcun scontro armato. Il 31 agosto 1966 entrò in collisione con la petroliera British Sovereign al largo della foce dell'Elba: non ci furono feriti su entrambe le navi. Nel 1977 partecipò alla Silver Jubilee Fleet Review al largo di Spithead, inquadrata nella First Flotilla.

### Radiazione e affondamento
In seguito a dei tagli al budget per la difesa, la nave fu radiata il 19 luglio 1978: si cercò di venderla all'Egitto, ma le trattative si conclusero senza successo nel novembre 1979. 
Rimase in disarmo a Portsmouth per 6 anni, venendo in parte smantellata nel 1982 per ricavare pezzi di ricambio per le navi gemelle schierate nella Guerra delle Falkland (la Glamorgan e la Antrim). 
Il 15 luglio 1984 venne rimorchiata nell'Atlantico e usata come nave bersaglio: colpita inizialmente con un missile Sea Eagle (lanciato da un Sea Harrier), subì ingenti danni ma non affondò. 
Il 17 luglio venne affondata dal sottomarino Splendid, che la colpì a poppa con un siluro Tigerfish.